# Artesisk källa
En artesisk källa kan hittas under grundvattennivån där marken är baserad på en tät jordart, t.ex. lera och ett lager av mindre tät jordart finns under det t.ex. morän. Grundvattnet tränger då inte igenom jorden utan skapar tryck under jordytan. Där det finns en svag punkt i marken tränger grundvatten igenom marken med tryck så det sipprar eller sprutar upp vatten, även kallat springkälla.
En sådan mänskligt skapad vattenkälla kallas artesisk brunn då ett rör förs ner i grundvattnet.